# Burulijski čir
Burulijski čir (također poznat kao Bairnsdaleski, Searlsov ili Daintreejski čir) zarazna je bolest uzrokovana Mycobacterium ulcerans. Rani stadij infekcije karakterizira bezbolan nodul ili oteklina. Ovaj nodul može prijeći u ulkus. Čir može biti veći unutar tkiva nego što se čini na površini kože, te može biti okružen oteklinom. S pogoršanjem bolesti može doći do infekcije kosti. Burulijski čirevi najčešće se nalaze na rukama ili nogama, a vrućica se rijetko javlja.

## Uzrok
M. ulcerans otpušta toksin poznat kao miolakton, koji smanjuje fuknciju imunosnog sustava te vodi do smrti tkiva. Druge bakterije iz iste obitelji uzročnici su tuberkuloze te gube (M. tuberculosis uzrokuje tuberkulozu, a M. leprae gubu). Nije poznato kako se bolest prenosi., no moguće je da kao izvor sudjeluje voda. Zaključno s 2013. godinom još nema učinkovitog cjepiva.

## Liječenje
Ako se liječenjem započne rano, terapija antibioticima tijekom osam tjedana učinkovita je u 80 % slučajeva. Liječenje često uključuje rifampicin te streptomicin. Klaritromicin ili moksifloksacin se katkad koriste umjesto streptomicina. Drugo liječenje uključuje kirurško izrezivanje čira. Nakon cijeljenja infekcije, na području čira u pravilu ostaje ožiljak.

## Epidemiologija
Burulijski čir najčešće se javlja u ruralnim područjima Subsaharske Afrike, pogotovo u Obali bjelokosti, no može se javiti i u Aziji, zapadnom Pacifiku, te Americi. Opisani su slučajevi u više od 32 zemlje. Godišnje se javlja oko pet do šest slučajeva. Bolest se, osim u ljudi, javlja i u nekih životinja. Albert Ruskin Cook prvi je opisao burulijski čir 1897. godine.